# Ramon Tavernier
Ramon C. Tavernier (n. 19 decembrie 1927, București) este un compozitor, dirijor și orchestrator de muzică ușoară român de origine franceză.
Înainte de revoluția din 1989 a folosit și pseudonimul Constantin Alexandru.
Studiază pedagogie și compoziție la Conservatorul „Ciprian Porumbescu” (1948-1953, retras în ultimul an). Lucrează apoi ca pianist-corepetitor la studiouri de dans din București, ca colaborator al direcției muzicale Radio (din 1954) și al Electrecordului (din 1955) ca compozitor, dirijor, aranjor. Secretar muzical la Electrecord (1964-1965).
Este membru al Uniunii Compozitorilor din România (din 1969).
Este primul care a folosit instrumente muzicale populare românești în muzica ușoară și jazz.
Piesele sale au fost interpretate, printre alții, de către Margareta Pâslaru ("Cu tine-n gând", "Cântec pentru luminǎ"), Dan Spătaru, Doina Badea, Cornel Constantiniu și Angela Similea.
Este stabilit în comuna Târgu Trotuș.

## Distincții
- Câștigător al concursului OIRT (1967)
- Mențiuni la festivalul național de muzică ușoară de la Mamaia (1971, 1976)
- Premiul de excelență la Concursul și Festivalul național de muzică ușoară de la Mamaia (2001)
- Premiul de creație al Uniunii Compozitorilor (1978, 2000)
- Premiul de excelență, Consiliul județean Bacău, (2007)[4]

## CD-ri (selecție)
- Rugăciuni fără frontiere (muzică corală) (2006)
- Panpipe in Jazz (Electrecord), (1977)
- Melodii de Ramon Tavernier
- Melodii de Constantin Alexandru

## Muzică de film
- K.O. (1968, regia Mircea Mureșan)
- Amintiri bucureștene (1970, regia Radu Gabrea)
- Împușcături sub clar de lună (1977, regia Mircea Mureșan)
- Porțile dimineții (1980, regia Radu Gurău)
- Am fost șaisprezece (1980, regia George Cornea)[5]
- Calculatorul mărturisește (1982, regia George Cornea)